# Aurel Cojan
 (mars 2025).
Aurel Cojan,  né à Beceni le 3 mars 1914 et mort à Paris le 8 novembre 2005, est un peintre roumain.

## Formation
Aurel Cojan, né dans une famille aisée qui sera progressivement ruinée, étudie d'abord le droit et l'architecture, mais abandonne pour se consacrer exclusivement à la peinture. Entre 1932 et 1934, il fréquente l'Académie des beaux-arts de Bucarest, département de peinture, où il a comme professeurs Francisc Șirato et Camil Ressu.

## Activité artistique

### En Roumanie
Durant cette période, il réalise des croquis et des dessins, dont la plupart représentent des images de Bucarest, avec des influences du style de George Grosz ou de Jules Pascin. Cojan fréquente les cercles artistiques de Bucarest, où il a l'occasion d'entrer en contact avec l'art de Paul Cézanne, Henri Matisse, Pablo Picasso, Paul Klee ou Pierre Bonnard.
La première exposition personnelle de Cojan a eu lieu à la Galerie Hassefer de l'Athénée roumain en 1945. Auparavant, il avait exposé aux Salons officiels et aux expositions régionales et nationales. Après 1945, il lui fut interdit d'exposer publiquement dans le pays pendant 15 ans.
Dans les années 1960, il participe à plusieurs expositions collectives à l'étranger, comme l'Exposition internationale de céramique de Prague, de La Havane, de Varsovie ou à la Biennale de São-Paulo.
Dans le cadre de l'hommage international rendu à Constantin Brâncuși à Bucarest en 1967, lors du « Premier Colloque international Constantin Brâncuși », plus de 60 peintures de Cojan ont été exposées. Cependant, malgré les marques d'appréciation, il a décidé de quitter la Roumanie.

### En France
En 1969, il s'installe à Paris comme réfugié politique, où il restera jusqu'à la fin de sa vie. Ses débuts furent difficiles, Cojan, travaillant comme agent de sécurité dans des musées ou des bibliothèques et vivant dans un studio. Son travail dans les musées l'a néanmoins rapproché des œuvres originales de peintres tels que Bonnard, Dubuffet, Renoir ou Monnet, qu'il n'avait jusqu'alors admirées que dans les livres.
Il découvre aussi les grands abstraits lyriques et expressionnistes américains comme De Kooning, Mitchell ou Twombly.Son style évolue alors radicalement vers une peinture très libre, tachiste, informelle, où les signes figuratifs se transforment presque entièrement en configurations abstraites.
En 1978, il fait sa première exposition à Paris, à la Galerie Chevalier, suivie d'autres aux Galeries Raphaël et François Mitaine. Il participe également à des expositions collectives : « Comparaisons », « Réalités Nouvelles », Salon de Villeparisis, Musée de Clermont-Ferrand. Cojan a été remarqué par Dany Bloch du Musée d'Art Moderne de Paris.
A partir du début des années 1980 et jusqu'en 1995, il est présenté régulièrement à Paris par la galerie Jacques Barbier. Enfin, depuis 1997, Cojan, qui est décédé en 2005, est exposé par la Galerie Alain Margaron.

## Principales expositions
- 1945-1947 : exposition personnelle à la Galerie Hassefer et dans les salles de l'Athénée roumain
- 1960 : Biennale de São Paulo
- 1967 : participation à l'hommage international à Brâncuși à Bucarest
- 1978 : Galerie Charley Chevalier, Galerie Raph, Galerie Jacques Barbier, Galerie François Mitaine (Paris) et participation aux expositions collectives "Comparaisons", "Réalités Nouvelles" et au Salon de Villeparisis
- 1988 : exposition personnelle à la Galerie Jacques Barbier à Paris
- 1993 : exposition collective « Galerie de portraits », à la Galerie Jacques Barbier à Paris
- 1995 : exposition personnelle « Toiles et Papiers», à la Galerie Jacques Barbier à Paris
- 1998 : exposition personnelle à la Galerie Alain Margaron à Paris
- 1999 : exposition au Centre Culturel Roumain à Paris et exposition « Avec la Pensée de Cojan » à la Galerie Contrapunct à Bucarest
- 2003-2004 : exposition personnelle « Un printemps en hiver », à la Galerie Doris Benno à Saint-Paul-de-Vence
- 2004 : « Rétrospective 1980-2004 » à la Galerie Alain Margaron à Paris et « Exposition 90e anniversaire » au Musée du Ministère de la Culture à Bucarest (44 œuvres de différentes périodes ont été exposées, un catalogue a également été publié)
- 2005 : « Poésie à vif », Galerie Alain Margaron, Paris
- 2006 : « Hommage », Galerie Alain Margaron à Paris
- 2007 : « Portraits », Galerie Alain Margaron à Paris
- 2013 : « Les tentations du peintre », Galerie Alain Margaron à Paris
- 2014 : exposition hommage pour le 100e anniversaire organisée simultanément à Paris, à la Galerie Alain Margaron, et à Bucarest, au Musée Șuțu et à la Bibliothèque de l'Académie roumaine
- 2025 : « Papiers et toiles », exposition hommage à l'occasion du XXe anniversaire de sa mort organisée par la Galerie du Chemin, à Juigné-sur-Sarthe.

Aurel Cojan est représenté en permanence par la Galerie Alain Margaron à Paris et la Galerie "Contrapunct" à Bucarest.

## Distinctions
L'Union des Artistes Plasticiens de Roumanie lui a décerné le Prix de Peinture en 1966.
En 1983, il reçoit le titre de « Chevalier des Arts et des Lettres », décerné par le Ministère de la Culture. À 81 ans, en 1996, il reçoit le « Prix de la Jeune Peinture » décerné par la revue Beaux-Arts à Paris.
D'autres distinctions ont été décernées :
- Ordre du « Mérite culturel » (Roumanie) 3e classe (1968) « pour une activité exceptionnelle dans le domaine des beaux-arts » (Décret du Conseil d'État de la République socialiste de Roumanie no. 640 du 1968 sur l'attribution d'ordres et de médailles aux membres de l'Union des Artistes Plastiques de la République Socialiste de Roumanie, publiée dans le Bulletin Officiel de la République Socialiste de Roumanie, année IV, n°. 140, Partie I, lundi 4 novembre 1968, p. 1265)
- Ordre du Mérite Culturel (Roumanie) au grade d'officier major décerné par le Président de la Roumanie (décret no. 89 du 2 mars 2004 concernant l'attribution de l'Ordre du Mérite Culturel au grade de Grand Officier)
- « Diplôme d'Excellence » décerné par le Ministère de la Culture (Roumanie.

## Publications
Monographies
- Aurel Cojan, un film de Philippe Dufour produit par Caroline Beltz et Jacques Barbier, 1989, 25 minutes
- Aurel Cojan, catalogue de la Galerie Alain Margaron, 1998, 52 p.
- Aurel Cojan, Le Piéton de l'air, par Emmanuel Daydé, Paris, Alain Margaron éditeur, 2009, 112 p.

Articles
- « L'effroyable jeunesse d'Aurel Cojan », par Eric Suchère, Revue Beaux-Arts, novembre 1995
- « Aurel Cojan sort de l'ombre», Revue L'Oeil, n° 499, septembre 1998
- « Aurel Cojan, l'écheveau pictural », par Lydia Harambourg, Gazette de l'Hôtel Drouot, n°8/24 février 2004
- « Cojan ou la fatalité de la peinture », par Dan Haulica, Observator Cultural, Bucarest, 2 mars 2004 (en roumain)
- « In memoriam : Aurel Cojan », par Ion Nicodim, Observator cultural - n° 298, décembre 2005 (en roumain)
- « Hommage à Aurel Cojan », par Manuer Jover,Connaissance des arts, n° 636, mars 2006
- « Le monde de Cojan, cent ans après la naissance du peintre », par Ruxandra Garofeanu, Observator cultural, Bucarest, n° 710, février 2014 (en roumain)
- L'incommode Cojan, l'admirable Cojan», Bucurestiul Cultural, no. 122 (en roumain)